# Ernst Käselau
Ernst Käselau (* 19. Juni 1854 in Rümpel; † 25. Dezember 1938 in Rohlfshagen) war ein deutscher Politiker (DVP).
Käselau war der Sohn eines selbständigen Landwirtes. Nach dem Besuch der Volksschule in Rümpel folgte er dem Vater in den Beruf des Landwirtes nach.
Nach dem Ersten Weltkrieg wurde Käselau Mitglied der Deutschen Volkspartei (DVP). Nach einer Neuwahl am 7. März 1921 im Kreis 14 (Schleswig-Holstein) kam Käselau in den Reichstag, dem er bis zu den Wahlen vom Mai 1924 angehörte.